# Tromina
Tromina là một chi ốc biển, là động vật thân mềm chân bụng sống ở biển trong họ Muricidae, họ ốc gai.

## Các loài
Các loài thuộc chi Tromina bao gồm:
- Tromina dispectata Dell, 1990[2]
- Tromina traverseensis Clarke, 1961[3]: đồng nghĩa của Lusitromina traverseensis (A.H. Clarke, 1961)